# Emilio Gabaglio
Emilio Gabaglio, né le 1er juillet 1937 à Côme en Lombardie et mort le 7 octobre 2024, est un homme politique et syndicaliste chrétien italien.
Membre de l'union catholique, il est le sixième président de l'ACLI, chef de la Confédération italienne des syndicats de travailleurs et secrétaire général de la Confédération européenne des syndicats de 1991 à 2003.

## Biographie
Emilio Gabaglio, né à Côme en 1937, est le fils d'un commerçant horloger. 
Après une licence en science économique à l'université catholique de Milan, il devient professeur dans l'enseignement supérieur et conseiller municipal de Côme. Il rejoint les syndicats en 1964.
Il milite dans les Associations chrétiennes des travailleurs italiens (ACLI) et est élu président national de cette organisation en 1969, jusqu'en 1972. Son mandat a sans doute été le plus tourmenté, étant donné qu'il a commencé peu de temps après la rupture de l'ACLI avec la hiérarchie catholique.
Il est administrateur de la maison d’édition de la gauche catholique « COINES » à Rome.
Permanent de la Confédération italienne des syndicats de travailleurs (CISL) à partir de 1974, il est élu membre de son conseil général et responsable des relations internationales. Il est le délégué travailleur pour l’Italie à la conférence de l'Organisation internationale du travail (OIT).
Il est élu membre du secrétariat national de la CISL en 1983, chargé de la politique régionale et du marché du travail, puis du département d’organisation.
Membre du comité exécutif de la Confédération européenne des syndicats (CES) depuis 1979, il a été élu secrétaire général de la CES au congrès du Luxembourg en 1991 et réélu en 1995 à Bruxelles puis en juin 1999 à Helsinki. En 2003, il est remplacé par le britannique John Monks.
De 2006 à 2008, il est conseiller du ministre italien du Travail, pour les affaires européennes. Pendant la même période, il est président du comité pour l'emploi de l'Union européenne.
Il est aussi membre du comité exécutif du Mouvement européen international, du conseil de l’Académie de droit européen à Trèves et de l'European Policy Centre à Bruxelles.
Il est officier de la Légion d’honneur en France, et commandeur de l’ordre du Mérite de la république de Pologne.